# 黃眼企鵝屬
黃眼企鵝屬，学名意为“巨大的潜水者”，包括两个企鹅物种，黄眼企鹅（Megadyptes antipodes）和已灭绝的怀塔哈企鹅（Megadyptes waitaha）。